# José Gea Escolano

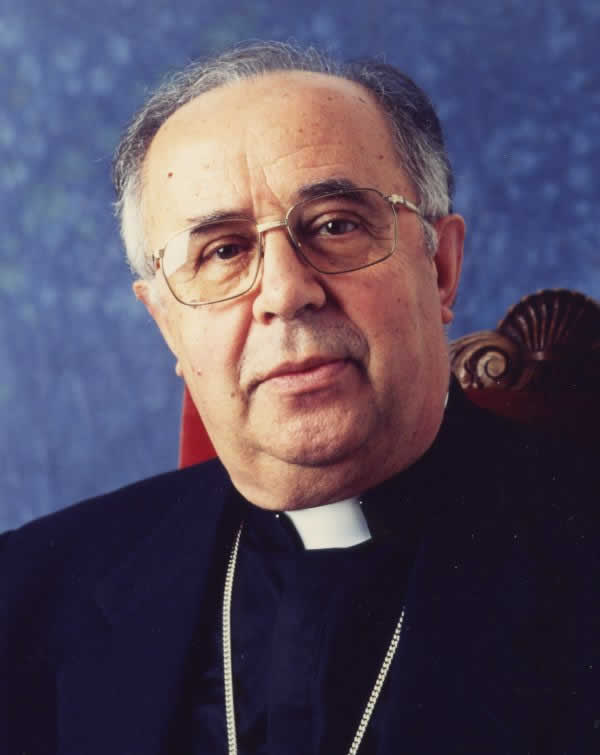
Bischof José Gea Escolano.

José Gea Escolano (* 14. Juni 1929 in El Real de Gandia, Valencianische Gemeinschaft; † 6. Februar 2017 in Valencia) war ein spanischer Geistlicher und römisch-katholischer Bischof von Mondoñedo-Ferrol. 

## Leben
José Gea Escolano empfing am 29. Juni 1953 die Priesterweihe. Er wurde an der Päpstlichen Universität von Salamanca in Theologie promoviert. Er war Professor für Moraltheologie am Diözesanseminar (1960–1966) und Pastoraltheologie (1970–1971).
Papst Paul VI. ernannte ihn am 25. März 1971 zum Weihbischof in Valencia und Titularbischof von Arae in Numidia. Der Erzbischof von Valencia, José María García Lahiguera, spendete ihm am 8. Mai desselben Jahres die Bischofsweihe; Mitkonsekratoren waren Rafael Alvarez Lara, Bischof von Mallorca, und Jacinto Argaya Goicoechea, Bischof von San Sebastián.
Am 10. September 1976 wurde er durch Paul VI. zum Bischof von Ibiza ernannt. Papst Johannes Paul II. ernannte ihn am 15. Mai 1987 zum Bischof von Mondoñedo-Ferrol. Am 6. Juni 2005 nahm Papst Benedikt XVI. seinen altersbedingten Rücktritt an.